# Андрушківська сільська рада
Андрушківська сільська рада Андрушківської сільської територіальної громади (до 2016 року — Андрушківська сільська рада) — орган місцевого самоврядування Андрушківської сільської територіальної громади Житомирського району Житомирської області з розміщенням у с. Андрушки.

## Склад ради

### VIII скликання
Рада складається з 22 депутатів та голови.
25 жовтня 2020 року, на чергових місцевих виборах, було обрано 22 депутати ради, з них (за суб'єктами висування): Всеукраїнське об'єднання «Батьківщина» — 10, «Сила і честь» та «Слуга народу» — по 4, «Наш край» та Європейська Солідарність — по 1.
Головою громади обрали Олену Матківську, висуваницю та членкиню ВО «Батьківщина», директора приватної юридичної фірми.

### Перші склад ради громади (2016р.)
Рада складалася з 14 депутатів та голови.
Перші вибори депутатів ради та голови громади відбулись 28 грудня 2016 року. Було обрано 14 депутатів, з них (за суб'єктами висування): Всеукраїнське об'єднання «Батьківщина» — 7, самовисування — 6 та Аграрна партія України — 1.
Головою громади обрали Анатолія Бочківського, позапартійного висуванця ВО «Батьківщина», тодішнього Андрушківського сільського голову.

## Керівний склад сільської ради
| ПІБ                            | Основні відомості                                                                           | Суб'єкт висування | Дата обрання | Дата звільнення |
| ------------------------------ | ------------------------------------------------------------------------------------------- | ----------------- | ------------ | --------------- |
| Бочківський Анатолій Борисович | Сільський голова, 1958 року народження, безпартійний                                        |                   | 26.03.2006   | 4.11.2010       |
| Тетянчук Віра Іванівна         | Сільський голова, 1957 року народження, освіта вища, Всеукраїнське об'єднання «Батьківщина» | ВО «Батьківщина»  | 4.11.2010    | 27.10.2015      |
| Бочківський Анатолій Борисович | Сільський голова, 1958 року народження, освіта вища, безпартійний                           | самовисування     | 27.11.2015   | 18.12.2016      |
| Бочківський Анатолій Борисович | Сільський голова, 1958 року народження, освіта вища, безпартійний                           | ВО «Батьківщина»  | 18.12.2016   | 25.10.2020      |
| Матківська Олена Генріхівна    | Сільський голова, 1974 року народження, освіта вища, Всеукраїнське об'єднання «Батьківщина» | ВО «Батьківщина»  | 25.10.2020   |                 |

Примітка: таблиця складена за даними джерела

## Історія
Утворена в 1923 році в складі села Андрушки та хутора Каташинка Паволоцької волості Сквирського повіту. 7 березня 1923 року увійшла до новоствореного Попільнянського району. 
Станом на 1 вересня 1946 року сільська рада входила до складу Попільнянського району Житомирської області, на обліку в раді перебували с. Андрушки та сел. радгоспу ім. Цюрупи.
9 січня 1961 року до складу ради був включений х. Жарки Верхівнянської сільської ради Ружинського району. 27 червня 1969 року в складі ради утворено селище Новопаволоцьке.
Станом на 1 січня 1972 року сільська рада входила до складу Попільнянського району Житомирської області, до складу ради входили с. Андрушки та сел. Новопаволоцьке.
До 28 грудня 2016 року — адміністративно-територіальна одиниця в Попільнянському районі Житомирської області з підпорядкуванням села Андрушки та селища Новопаволоцьке.

### Населення
Відповідно до результатів перепису населення 1989 року, кількість населення ради, станом на 12 січня 1989 року, становила 2 098 осіб.
Станом на 5 грудня 2001 року, відповідно до перепису населення України, кількість мешканців сільської ради становила 2 158 осіб.